# Bychów (rejon kamieński)
Bychów  (ukr. Бихів) – wieś na Ukrainie, w obwodzie wołyńskim, w rejonie kamieńskim. Liczy 1168 mieszkańców.
Do 2020 w rejonie lubieszowskim. 